# Johnny Hartman

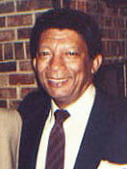
Johnny Hartman

Johnny Hartman (* 3. Juli 1923 in Chicago, Illinois als John Maurice Hartman; † 15. September 1983 in New York) war ein amerikanischer Jazzsänger.
Johnny Hartman begann seine musikalische Karriere Mitte der 1940er-Jahre in Earl Hines’ Band. Nach deren Auflösung 1947 war er zwei Jahre Mitglied von Dizzy Gillespies Bigband, mit der er mehrere Alben einspielte; in dieser Zeit hatte er auch zwei Aufnahmesessions für Regent und Savoy Records unter eigenem Namen. 1949 nahm er mit Erroll Garners Trio für Mercury auf, es folgte 1951 noch eine Session für Victor. Als erste eigene Schallplatte erschien 1956 Songs from the Heart mit dem Quartett von Howard McGhee auf dem kleinen Label Bethlehem, die jedoch kaum Beachtung fand. Zu einem großen Erfolg wurde hingegen das Album John Coltrane and Johnny Hartman von 1963, das seine Karriere beflügelte. Die darauf enthaltene Ballade Lush Life wurde 2000 in die Grammy Hall of Fame aufgenommen. Es folgte eine Reihe weiterer Alben in den 1960er- und 1970er-Jahren. 1980 produzierte er in einem New Yorker Studio sein letztes großes Album Once in Every Life, das 1981 für einen Grammy Award nominiert wurde.
1986 wurde Hartman posthum in die Big Band and Jazz Hall of Fame aufgenommen. Der 1995 von Clint Eastwood gedrehte Film The Bridges of Madison County, der im Soundtrack Titel aus Hartmans Album Once in Every Life verwendete, machte den Musiker bei einem breiten Publikum bekannt.

## Diskografie
- First, Lasting and Always (Savoy, 1947)
- Johnny Hartman Sings ... Just You, Just Me (Savoy, 1947)
- Songs from the Heart mit Howard McGhee, Ralph Sharon, Jay Cave, Christy Febbo (Bethlehem, 1955)
- All of Me mit Ernie Wilkins, Ernie Royal, Howard McGhee, Frank Rehak, Anthony Ortega, Lucky Thompson, Jerome Richardson, Danny Bank, Hank Jones, Milton Hinton, Osie Johnson (Bethlehem, 1956)
- And I Thought About You (Roost/Fresh Sound, 1959)
- John Coltrane & Johnny Hartman mit John Coltrane, McCoy Tyner, Jimmy Garrison, Elvin Jones (Impulse!, 1963)
- I Just Dropped By to Say Hello mit Hank Jones, Milt Hinton (MCA, 1963)
- The Voice That Is mit Hank Jones, Barry Galbraith, Richard Davis, Osie Johnson (1964)
- Unforgettable Songs (ABC-Paramount, 1966)
- I Love Everybody (ABC-Paramount, 1966)
- Today (Perception, 1972)
- For Trane (Capitol, 1972)
- Hartman Meets Hino mit Terumasa Hino, Mikio Masuda, Yoshio Ikeda, Motohiko Hino (Capitol, 1973)
- Hartman Sings Trane’s Favorites (Capitol [Japan], 1973)
- I’ve Been There (Perception, 1973)
- Johnny Hartman (Musicor, 1976)
- Live at Sometime (Trio, 1977)
- Once in Every Life mit Frank Wess, Joe Wilder, Al Gafa, Billy Taylor, Victor Gaskin, Keith Copeland (Beehive, 1980)
- This One’s for Tedi (Audiophile, 1980)